# Скариты
Скариты (лат. Scaritinae) — большое подсемейство из семейства жужелиц (Carabidae).
Активные хищники. Характеризуется широкими, на конце зазубренными голенями, имеющими на внутреннем и наружном краях по вырезке и приспособленными к роющему образу жизни; грудной щит отличается подвижностью вследствие того, что среднегрудь образует короткий стебелек; голова большая с сильными верхними челюстями.
Чёрного цвета и достигают большей частью значительной величины; они роют норы по берегам рек и морей и покидают их только ночью, отправляясь на охоту за различными насекомыми. Из европейских видов наиболее крупный гигантский С. (Scarites buparius) до 3 см длиной, с блестящими гладкими надкрыльями и короткими зубчиками на боковом крае грудного щитка, живущий по берегам Средиземного моря. Большинство европейских видов, относящихся к родам Dyschirius, Clivina и друг., значительно меньших размеров (от 2 до 6 мм); местопребыванием их служит сырой песок по берегам рек.

## Систематика
- Триба: Clivinini Rafinasque, 1815
  - Подтриба: Ardistomina Putzeys, 1866
  - Подтриба: Clivinina Rafinasque, 1815
  - Подтриба: Italodytina Jeannel, 1957
  - Подтриба: Reicheina Jeannel, 1957
- Триба: Dyschiriini W. Kolbe, 1880
  - Род: Akephorus LeConte, 1851
  - Род: Clivinopsis Bedel, 1895
  - Род: Cribrodyschirius Bruneau de Mire, 1952
  - Род: Dyschirius Bonelli, 1810
  - Род: Neodyschirius Kult, 1954
  - Род: Reicheiodes Ganglbauer, 1891
  - Род: Setodyschirius Fedorenko, 1996
  - Род: Torretassoa Schatzmayr & Koch, 1933
- Триба: Salcediini Alluaud, 1930
  - Подтриба: Androzelmina R.T.Bell, 1998
  - Подтриба: Salcediina
  - Подтриба: Solenogenyina R.T.Bell, 1998
- Триба: Scaritini Bonelli, 1810
  - Подтриба: Acanthoscelitina Csiki, 1927
  - Подтриба: Carenina MacLeay, 1888
  - Подтриба: Oxylobina Andrewes, 1929
  - Подтриба: Pasimachina Putzeys, 1866
  - Подтриба: Scapterina Putzeys, 1866
  - Подтриба: Scaritina Boneili, 1810